# Anybody Killa
James Lowery (Detroit — 26 de Julho de 1973), mais conhecido pelo seus nome artísticos de Anybody Killa, ABK é um rapper americano.

## Discografia

### Álbuns de estúdio
- 2000 - Rain from the Sun, pela gravadora (Psychopathic Records)
- 2003 - Hatchet Warrior, pela gravadora (Psychopathic Records)
- 2004 - Dirty History, pela gravadora (Psychopathic Records)
- 2008 - Mudface, pela gravadora (Psychopathic Records)
- 2010 - Medicine Bag, pela gravadora (Psychopathic Records)
- 2015 - Shape Shifter, pela gravadora (Psychopathic Records)